# Simoma grahami
Simoma grahami är en tvåvingeart som beskrevs av Aldrich 1926. Simoma grahami ingår i släktet Simoma och familjen parasitflugor. Inga underarter finns listade i Catalogue of Life.